# Gustav Krupp von Bohlen und Halbach
Gustav Georg Friedrich Maria Krupp von Bohlen und Halbach (ur. 7 sierpnia 1870 w Hadze, zm. 16 stycznia 1950 w Werfen) – niemiecki przemysłowiec i dyplomata, w latach 1909–1943 dyrektor generalny koncernu przemysłowego Friedrich Krupp AG.

## Życiorys
Gustav von Bohlen und Halbach urodził się jako piąte z siedmiorga dzieci niemieckiego dyplomaty Gustava Halbacha (1831–1890) i jego żony Sophie Bohlen (1837–1915). Uczęszczał do gimnazjum w Karlsruhe. Następnie studiował prawo i w 1893 uzyskał tytuł doktora nauk prawnych na Uniwersytecie Ruprechta Karola w Heidelbergu. 
Po początkowej pracy w służbie cywilnej w Badenii, w 1897 przeniósł się do Berlina, gdzie został zatrudniony w Ministerstwie Spraw Zagranicznych. Dwa lata później został powołany na sekretarza ambasady w Waszyngtonie, a następnie w Pekinie. Od 1904 był radcą w poselstwie pruskim przy Stolicy Apostolskiej.
W 1906 roku ożenił się z Berthą Krupp, jedyną dziedziczką imperium przemysłowego Friedrich Krupp AG z którą miał ośmioro dzieci: Alfrieda (1907–1967), Arnolda (1908–1909), Clausa (1910–1940), Irmgard (1912–1998), Bertholda (1913–1987), Haralda (1916–1983), Waldtraut (1920–2005) i Eckberta (1922–1945). Na mocy dekretu cesarskiego para i ich potomkowie mogli nosić nazwisko Krupp von Bohlen und Halbach.
W 1906 roku został członkiem rady nadzorczej Friedrich Krupp AG, a trzy lata później został jej przewodniczącym. Do czasu początku I wojny światowej firma stała się jednym z największych producentów stali w Europie, w okresie wojennym sytuacja ekonomiczna uległa pogorszeniu, a działalność firmy została przestawiona na produkcję materiałów zbrojeniowych. Wraz z produkcją możdzierzu M-Gerät, zwanego Dicke Bertha, firma stworzyła jedną z najsłynniejszych broni I wojny światowej. W latach powojennych dokonał redukcji zatrudnienia w koncernie.
W styczniu 1932 nie wziął udziału w wykładzie Adolfa Hitlera skierowanym do przemysłowców z Zagłębia Ruhry i odmówił przekazania pieniędzy na NSDAP. Jednak po przejęciu władzy przez nazistów coraz bardziej zbliżał się do nowej władzy. W 1933 został przewodniczącym rady powierniczej Adolf-Hitler-Spende der deutschen Wirtschaft, a w 1940 został odznaczony złotą odznaką NSDAP. Wraz z wybuchem II wojny światowej firma Krupp AG doświadczyła znacznego ożywienia ze względu na znaczny popyt na swoje produkty zbrojeniowe. W 1943 przekazał kierowanie firmą swojemu najstarszemu synowi Alfriedowi.

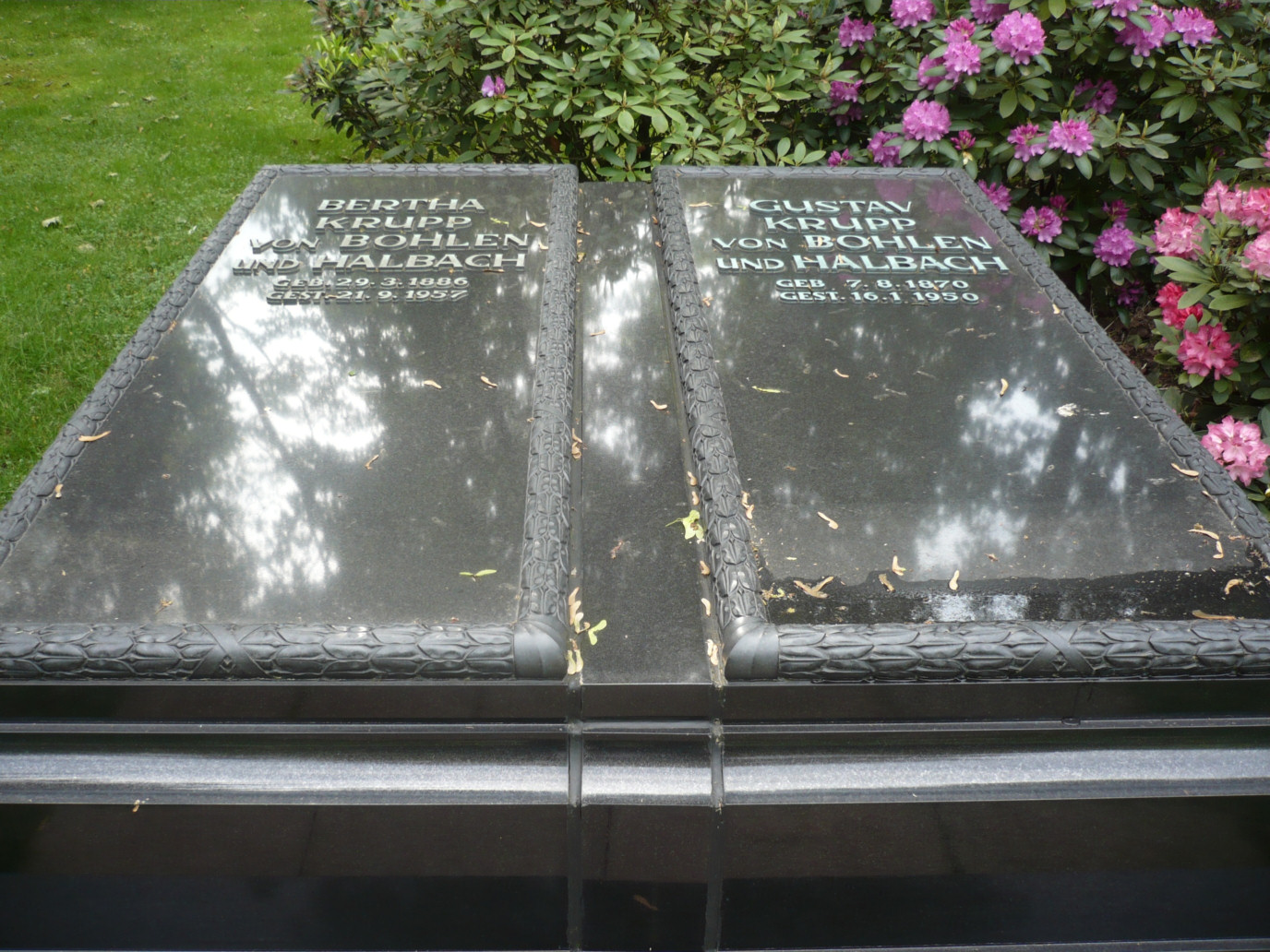
Nagrobek Gustava i Berthy Kruppów na cmentarzu w Essen.

Początkowo miał być głównym oskarżonym w procesie przemysłowców przed Międzynarodowym Trybunałem Wojskowym w Norymberdze, ale został uznany za niezdolnego do procesu z powodu złego stanu zdrowia po przebytym udarze. Amerykanie postawili w stan oskarżenia jego syna Alfrieda wraz z jedenastoma innymi pracownikami firmy Friedrich Krupp AG w oddzielnym procesie (tzw. procesie Kruppa), który rozpoczął się w 1947 roku.
16 stycznia 1950 roku Gustav Krupp von Bohlen und Halbach zmarł na zamku Blühnbach w austriackim Werfen. Początkowo został pochowany w rodzinnym grobie von Bohlen und Halbach w południowych Niemczech. Jednak po śmierci żony Berthy jego szczątki przeniesiono do grobowca rodziny Kruppów na cmentarzu w Essen-Bredeney.